# Elis Kjellin
Elis Rolf Ivar Kjellin, född 3 juni 1883 i Stora Kils församling, Värmlands län, död 2 juni 1962 i Engelbrekts församling, Stockholm, var en svensk arkitekt. 
Kjellin, som var son till bruksförvaltare Gustaf Viktor Kjellin och Maria Josefina Öman, avlade studentexamen i Stockholm 1902, avgångsexamen vid Kungliga Tekniska högskolan 1906, studerade vid Kungliga Konsthögskolan 1906–1909 och tilldelades kungliga medaljen. Han företog resor 1914–1916 till Danmark, Tyskland, Schweiz och Italien. Han var praktiserande arkitekt i Stockholm 1909-1918 och från 1923 samt i Göteborg 1918-1923, varav fyra år som anställd hos F. O. Peterson & Söner. 
Kjellin ritade bland annat hyreshus, affärshus, ordens- och klubbhus, villor och egnahem av sten och trä samt utförde ombyggnader, uppmätningar och kyrkliga och profana byggnadsrestaureringar. Han ritade diverse barnhem bland annat Eknäs skyddshem för flickor i Enköping, Karlslunds vårdanstalt i Upplands-Väsby, för psykiskt vanlottade barn, Nygårds arbetshem för pojkar i Sättra, Hylénska stiftelsen i Flisby, stadsplaneutredningar samt Stora Kils kyrka i Värmland, 1932, med alla inventarier, och Hultsfreds kyrka i Småland, 1936, med alla inventarier jämte bland annat textilier och sakristiemöbler, dopfuntar och orglar. 
Kjellin skrev Byggnadskonsten, praktiken, del III, Nordiska Bokförlaget, Byggnadskonstens historia i Hemmets årsbok 1930 samt uppsatser i tidskrifter och tidningar. Han tilldelades diverse pris i tävlingar bland annat till kyrkor, ordenshus för Timmermansorden, skolor och Sjöfartsmuseet i Göteborg. Han är gravsatt på Norra begravningsplatsen i Stockholm.
Han var bror till Sigrid Kjellin (1876–1958) och Helge Kjellin och samt farbror till Alf Kjellin.

## Bilder

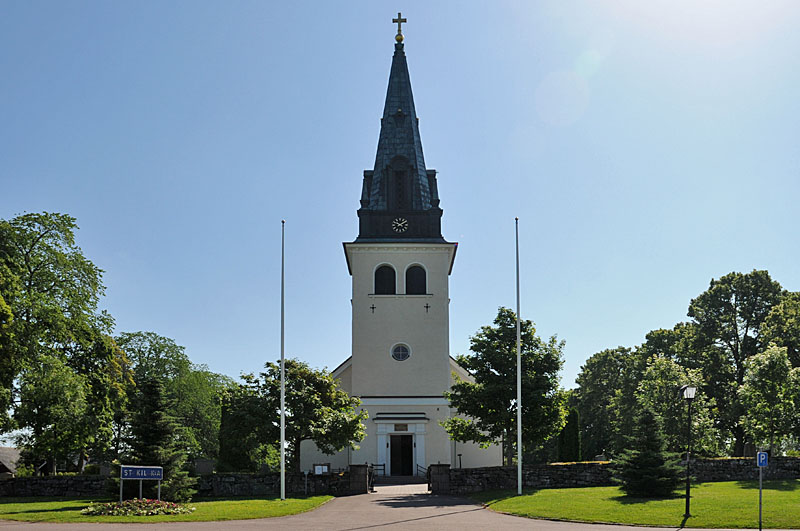
Stora Kils kyrka
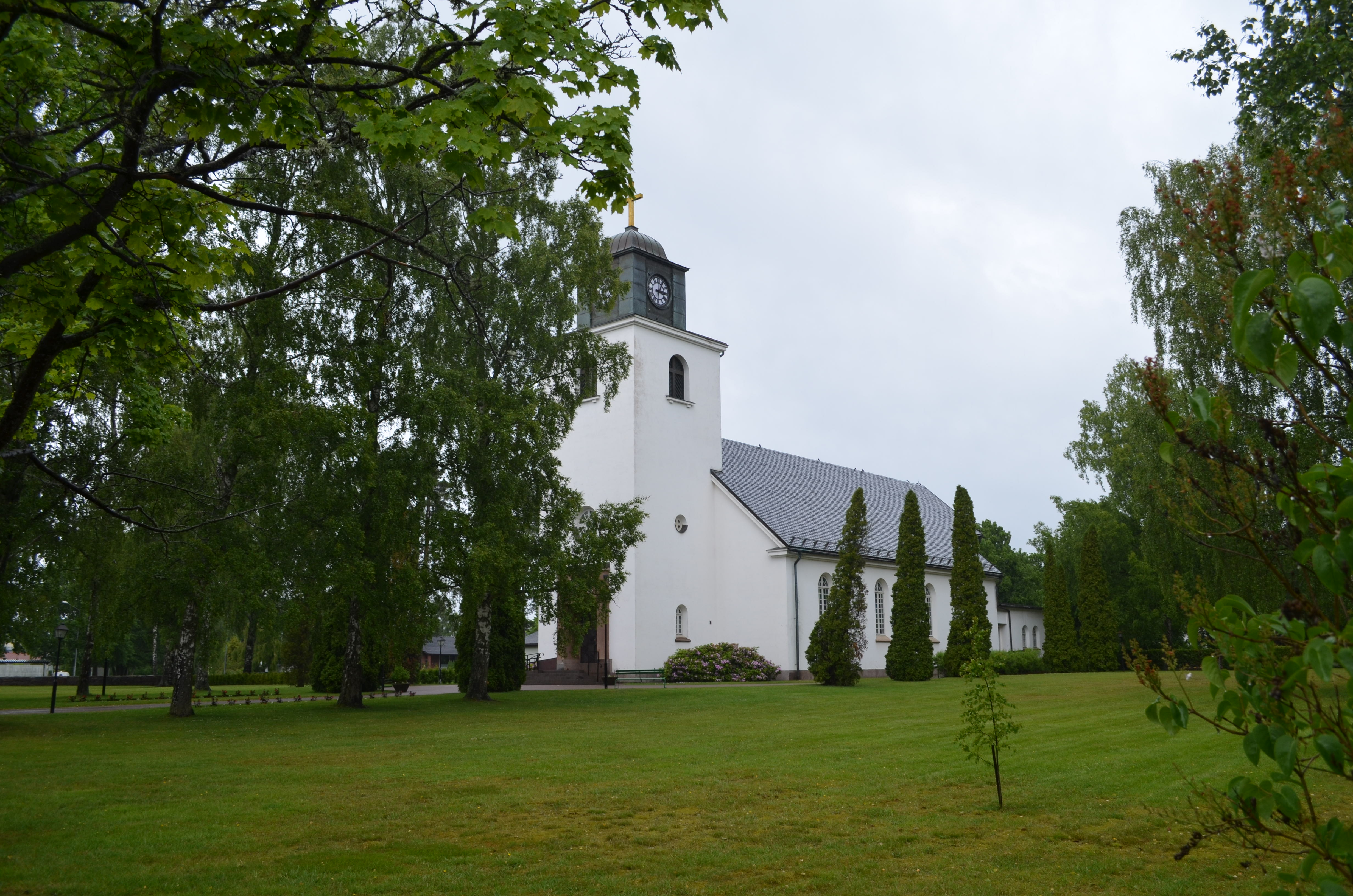
Hultsfreds kyrka
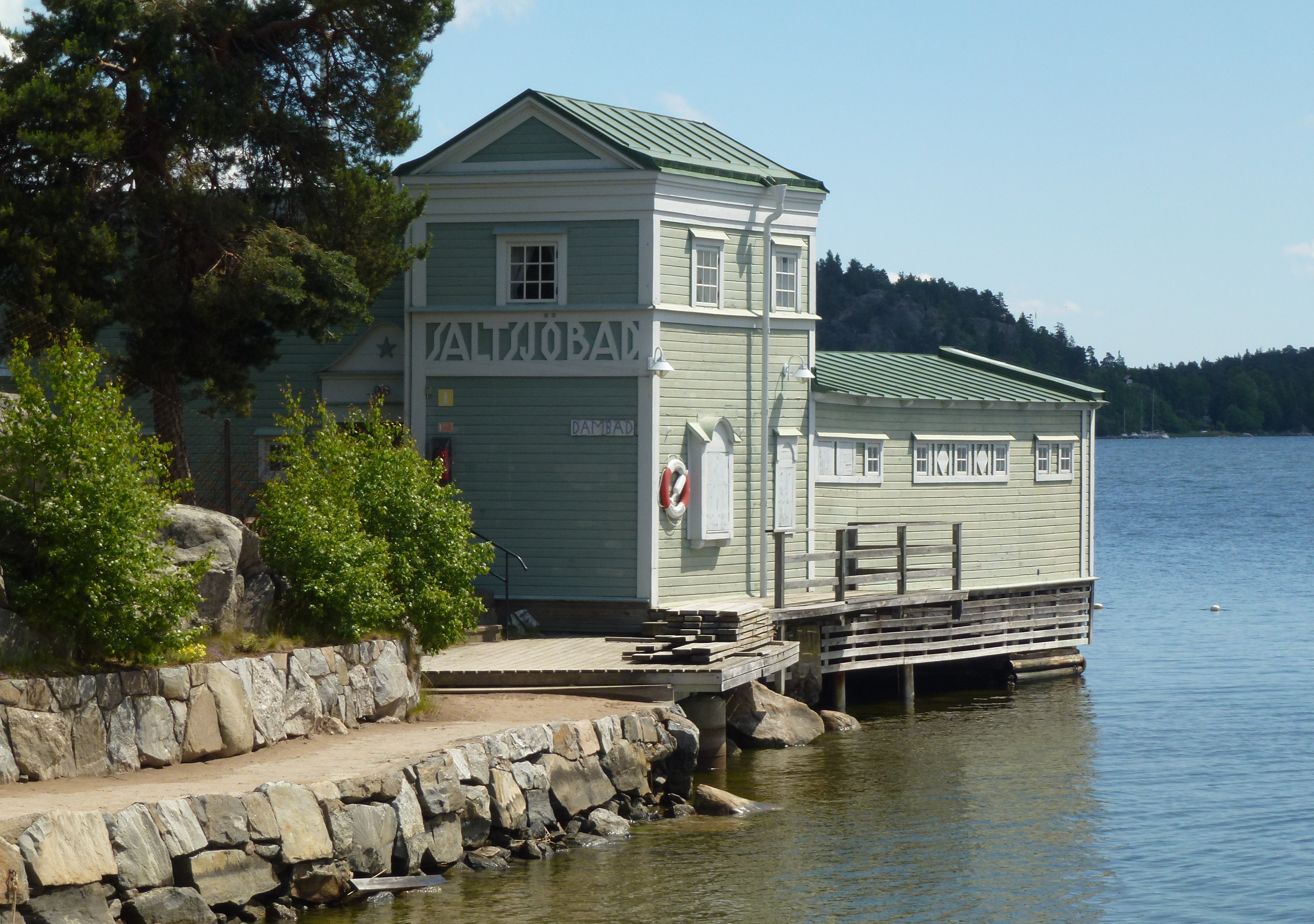
Dambadet vid Saltsjöbadens friluftsbad